# Douglas A-20 Havoc
Ду́глас А-20 «Хе́вок» (англ. Douglas A-20 Havoc) — американський військовий літак часів Другої світової війни. В різних модифікаціях виконував роль штурмовика, легкого бомбардувальника і нічного винищувача.
Початково виготовлявся на експорт для Франції під заводським позначенням DB-7, надалі масово використовувався в авіації більшості країн антигітлерівської коаліції. Основними експлуатантами були ВПС США, Великої Британії і Радянського Союзу. В ВПС країн Британської співдружності версія нічного винищувача отримала назву «Хевок», а бомбардувальний варіант відомий під ім'ям «Бостон» (англ. Boston). Остання назва використовувалась для всіх A-20 в СРСР, а у ВПС США прийнятий на озброєння під назвою А-20 «Хевок».

## Історія створення

A-20 на складальних лініях.

В березні 1936 року, група інженерів Northrop Corporation під керівництвом Джона Нортропа, Дональда Дуґласа і Еда Хайнемана запропонувала проєкт двомоторного штурмовика для потреб армії. Літак під позначенням «модель 7A» мав бути суцільнометалевим високопланом з висувним шасі з носовою стійкою. В 1937 році командування ВПС висунуло офіційне вимоги до літака: швидкість 200 миль/год (322 км/год), дальність польоту 1200 миль (1930 км) і бомбове навантаження 1200 фунтів (544 кг). Оскільки розрахунки характеристик «моделі 7A» показали невідповідність в масі і дальності польоту, інженери почали роботу над «моделлю 7B», яка мала використовувати потужніші мотори Pratt & Whitney R-1830 Twin Wasp і збільшений розмір баків. Для збільшення шансів на конкурсі планувались два варіанти носової частини — з робочим місцем бомбардира і відповідними оглядовими вікнами, або з встановленим курсовим озброєнням.
До конкурсу, який відбувся в липні 1938 року, компанія Northrop Corporation не дожила, оскільки була поглинута компанією Douglas Aircraft Company. Але роботи над «моделлю 7B» не були припинені і проєкт зміг взяти участь. В результаті конкурсу переможця не було виявлено і компаніям запропонували виготовити по одному прототипу для випробувань. Перший прототип «моделі 7B» піднявся в повітря 26 жовтня 1938 року, і хоча прототип розбився 23 січня 1939 року проведені випробування показали відмінну маневренність і швидкість, без жодних вагомих недоліків. Новий літак зацікавив і іноземних експлуатантів, перше замовлення здійснила Франція і наступний прототип з позначенням DB-7 виготовлявся саме на експорт.
Серійне виробництво почалось в жовтні 1939 року і тривало до вересня 1944, за цей час було виготовлено 7478 літаків.

## Основні модифікації
- DB-7 — оснащувався 14-и циліндровими двигунами R-1830-S3C-G (1000 к.с.) або R-1830-S3C4-G (1200 к.с.). Курсове озброєння — 4 7,5-мм кулемети в носовій частині, захисне — 2 7,5-мм кулемети в верхній і нижній установках. Маса бомбового навантаження — 800 кг. Виготовлявся на експорт для Франції (там позначався DB-7B3) в кількості 270 літаків, але через капітуляцію більшість з них опинились в Британії. Там літаки з двигуном R-1830-S3C-G отримали позначення Boston Mk.I, а з двигунами R-1830-S3C4-G — Boston Mk.II. В Британії літаки переобладнали британським обладнанням і озброєнням, пізніше більшість «Бостонів» переобладнали в нічні винищувачі Havoc Mk.I.
- DB-7A — DB-7 з двигунами Wright R-2600-A5B потужністю 1600 к.с. 100 літаків були замовлені Францією, але всі опинились в Британії, де були переобладнані в нічні винищувачі Havoc Mk.II
- DB-73 — DB-7A з подовженою носовою частиною. В травні 1940 року Франція замовила 480 літаків, через капітуляцію вони були поставлені Британії (Boston Mk.III), окрім 207 літаків які залишились в США через вступ країни в війну.
- DB-7B — аналог DB-73 для Великої Британії, де позначався Boston Mk.III. Було замовлено 300 літаків, з яких 6 залишилось в США.
- DB-7C — торпедоносний варіант DB-73 для ВПС Нідерландської Ост-Індії. В травні-червні 1942 року було виготовлено 48 літаків.
- A-20 — перша модифікація для ВПС США. Оснащувався двигунами Wright R-2600-7 (1700 к.с.) або Wright R-2600-11. Виготовлено 63 літаки, які пізніше були переобладнані в розвідники і нічні винищувачі.
  - F-3 — варіант розвідника переобладнаного з A-20 (3 екз.)
  - P-70 — варіант нічного винищувача переобладнаного з A-20 (60 екз.)
- A-20A — оснащувався двигунами Wright R-2600-3 (1600 к.с.) або Wright R-2600-11. Курсове озброєння — 4 7,62-мм кулемети, захисне три такі кулемети: два в верхній турелі, і один знизу. Частині літаків мала по одному 7,62-мм кулемету напрямленому назад в мотогондолах. Маса бомбового навантаження — 908 кг. До вересня 1941 року було виготовлено 143 літак, один з яких був переданий ВМС де отримав позначення BD-1.
- A-20B — оснащувався двигунами Wright R-2600-11. Курсове озброєння — 2 12,7-мм кулемети, захисне — один 12,7-мм в верхній турелі, і один 7,62-мм кулемет знизу. Маса бомбового навантаження — 940 кг. Виготовлено 999 літаків, 8 було передано ВМС де вони отримали позначення BD-2.
- A-20C — оснащувався двигунами Wright R-2600-23. Озброєння аналогічне до A-20A. З весни 1941 року виготовлено 948 літаків, 200 з них було передано Британії (Boston Mk.IIIA)
- A-20G — використовувалась нова незасклена носова частина де встановлювались 6 12,7-мм кулеметів. Захисне озброєння — 12,7-мм кулемет в верхній установці і 7,62-мм кулемету в нижній. Максимальна маса бомбового навантаження — 1800 к.с. З березня 1943 року по червень 1944 виготовлено 2850 літаків.
  - A-20G-1 — літаки першої серії відрізнялись посиленим курсовим озброєнням — 4 20-мм гармати і 2 12,7-мм кулемети.
  - A-20G-20 — з двадцятої серії посилено захисне озброєння — 2 12,7-мм кулемети в верхній установці і один 12,7-мм кулемет в нижній.
- A-20H — аналог A-20G останніх серій, але з двигунами Wright R-2600-29 потужністю 1600 к.с. Виготовлявся з лютого по вересень 1944 року в кількості 412 літаків.
- A-20J — A-20G з заскленою носовою частиною, курсове озброєння зменшилось до двох 12,7-мм кулеметів. Виготовлено 450 літаків, з яких 169 надійшли до Британії і отримали позначення Boston Mk.IV.
- A-20K — аналог A-20J з двигунами Wright R-2600-29 потужністю 1600 к.с. Виготовлявся з березня по вересень 1944 року в кількості 413 літаків, 90 з яких було відправлено в Британію (Boston Mk.V)
  - F-3A — розвідувальний варіант A-20K. (46 літаків)

## Історія використання

### Повітряні сили Франції

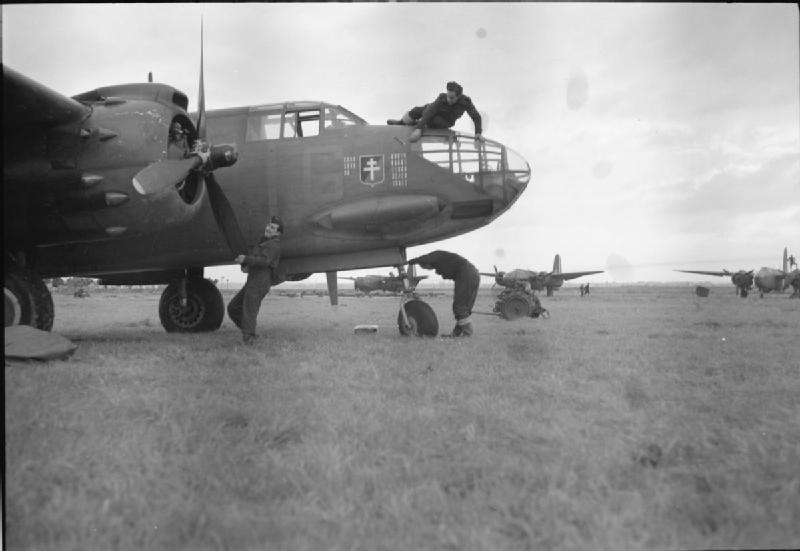
DB-7 ВПС Вільної Франції. Жовтень 1944 року.

До початку німецького наступу в ВПС Франції DB-7 стояли на озброєнні в трьох бомбардувальних групах, ще дві почали освоєння нового літака. Загалом 10 травня 1940 року в строю було 64 DB-7, всі в Північній Африці, тому в бойових діях проти німецьких військ вони взяли обмежену участь. На європейський фронт було відправлено дві групи GB I/19 і GB II/19, і 31 травня відбувся перший бойовий виліт DB-7: 12 літаків завдали удару по німецьких військах поблизу Сен-Кантену. До 14 червня було здійснено 70 літако-вильотів, після чого вцілілі DB-7 були перекинуті назад в Африку.
В складі ВПС які стали підконтрольні режиму Віші залишалось 4 групи DB-7 — дві в Марокко і дві в Алжирі. Наприкінці вересня 1941 року DB-7 з Марокко здійснили декілька нальотів на Гібралтар.
В ВПС Вільної Франції в 1944-45 роках були три бомбардувальні групи з DB-7, частина з яких була залишена в режимом Віші, ще частина — передана Британією.

### Повітряні сили Великої Британії

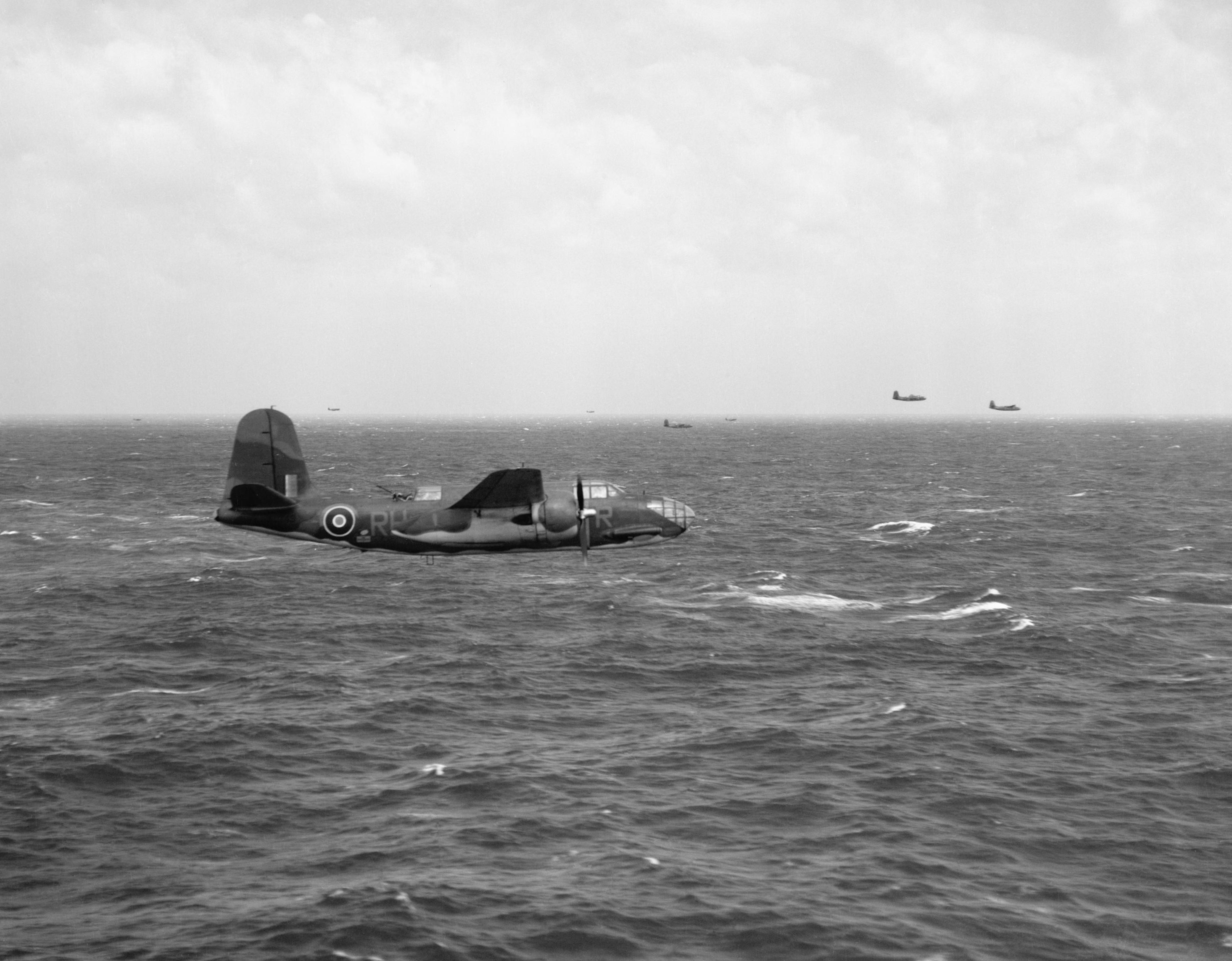
Boston Mk.III над Північним морем

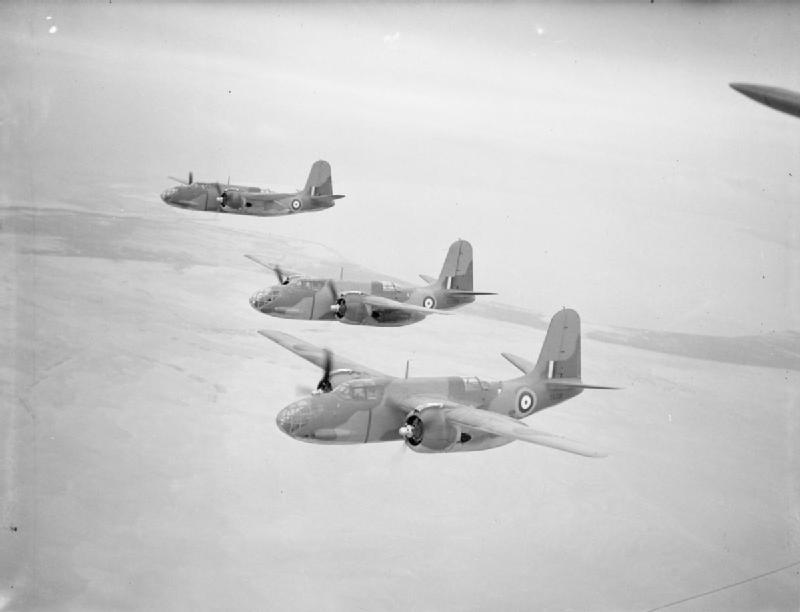
Південноафриканські «Бостони» над Єгиптом.

Отримані після капітуляції Франції літаки «Бостон» Mk.I і Mk.II використовувались як навчальні або переобладнувались в нічні винищувачі «Хевок». В ролі бомбардувальника використовувався «Бостон» Mk.III, якими на початку осені 1941 року почали оснащувати 2-у групу Бомбардувального командування, а вже в лютому 1942 року почались бойові вильоти. Через порівняно малу дальність польоту «Бостони» могли бомбардувати тільки цілі в прибережних областях Франції і Нідерландів. З відомих місій 2-ї групи можна відзначити невдалий рейд на Дьєпп, підтримку якого здійснювали дві ескадрильї «Бостонів» — загалом 32 літаки шість з яких було втрачено. Весною 1943 року «Бостонами» було оснащено 342-у «французьку» ескадрилью, яка разом з 2-ю групою виконували місії на західному фронті аж до капітуляції Німеччини.
В Північній Африці на «Бостонах» воювали дві південноафриканські ескадрильї (24-а з листопада 1941 і 12-а з березня 1942), а в 1943 році ними було переозброєно ще чотири. Ці літаки підтримували десант в Тунісі, після цього діяли над Сицилією і Італією до кінця війни.
Загалом за час війни до Великої Британії мало вирушити близько 1550 «Бостонів», але через в військах використовувались тільки дещо більше 1200. Решта або залишились в США після нападу на Перл-Гарбор, або були відразу перевантажені на конвої для СРСР. Також до СРСР відправлялись «Бостони» які вже використовувались в бою. Останні британські «Бостони» були зняті з озброєння в 1946 році.

### Повітряні сили армії США

A-20 атакує японський транспортний корабель поблизу Нової Гвінеї. Березень 1944 року.

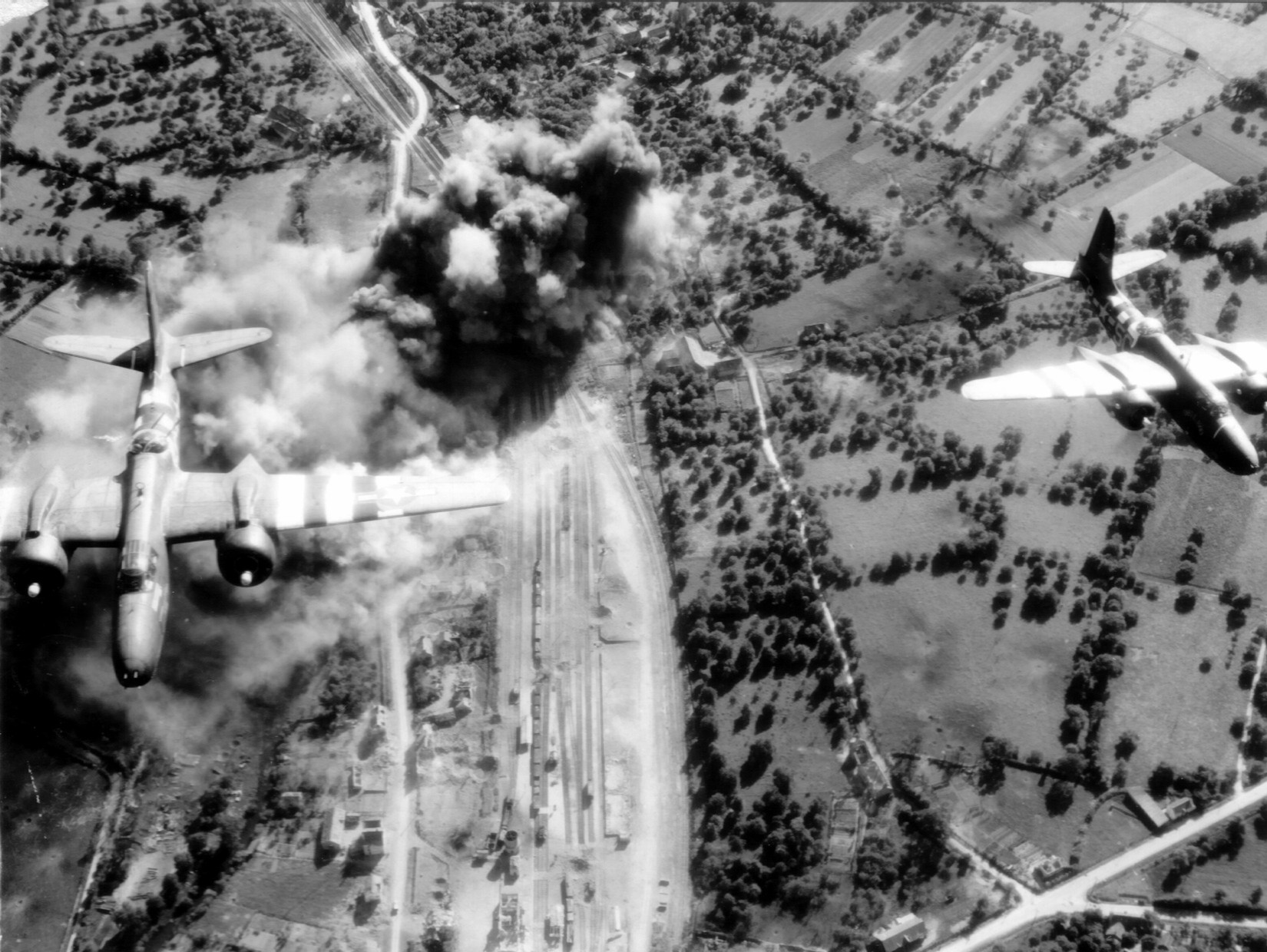
A-20 завдають удару по залізничному вузлу в Франції перед початком Нормандської операції.

В ВПС США A-20A з'явилися на весні 1941 року, а вже з 1942 року перші американські авіагрупи були перекинуті на британські острови. Першими, в червні, прибули екіпажі 15-ї бомбардувальної ескадрильї, які літали на британських «Бостонах», пізніше прибули американські літаки. До 1944 року кількість американських A-20 в Британії була невеликою, але до початку нормандської операції в 9-й повітряній армії було три групи A-20 (409-а, 410-а і 416-а). Окрім підтримки десанту A-20 також завдавали ударів по стартових позиціях Фау-1. В вересні 410-а група намагалась підтримати британських десантників під Арнемом, пізніше всі три групи знищували укріплення на лінії Зігфрида, а в грудні відбивали німецький наступ в Арденнах. В цей ж час почалось переозброєння на новіші A-26 Invader.
З листопада 1942 року А-20 в складі 47-ї бомбардувальної групи з'явились в Північній Африці. З середини 1943 року вона діяла на Сицилії, пізніше в Італії.
На Тихоокеанському ТВД в серпні 1942 року в Нову Гвінею було перекинуто 89-у бомбардувальну ескадрилію, і до кінця 1943 року це була єдина частина з A-20. Але на початку 1944 року вся 3-я бомбардувальна група була оснащена A-20, і перекинуто ще дві групи. Наприкінці 1944 року їх було перекинуто на Філіппіни, де вони діяли проти залишків японських військ. Після зачистки островів, A-20 деякий час діяли проти Формози, а в серпні 1945 року були переміщені на Окінаву. Після закінчення Другої світової всі A-20 були швидко зняті з озброєння.

### Військово-повітряні сили СРСР

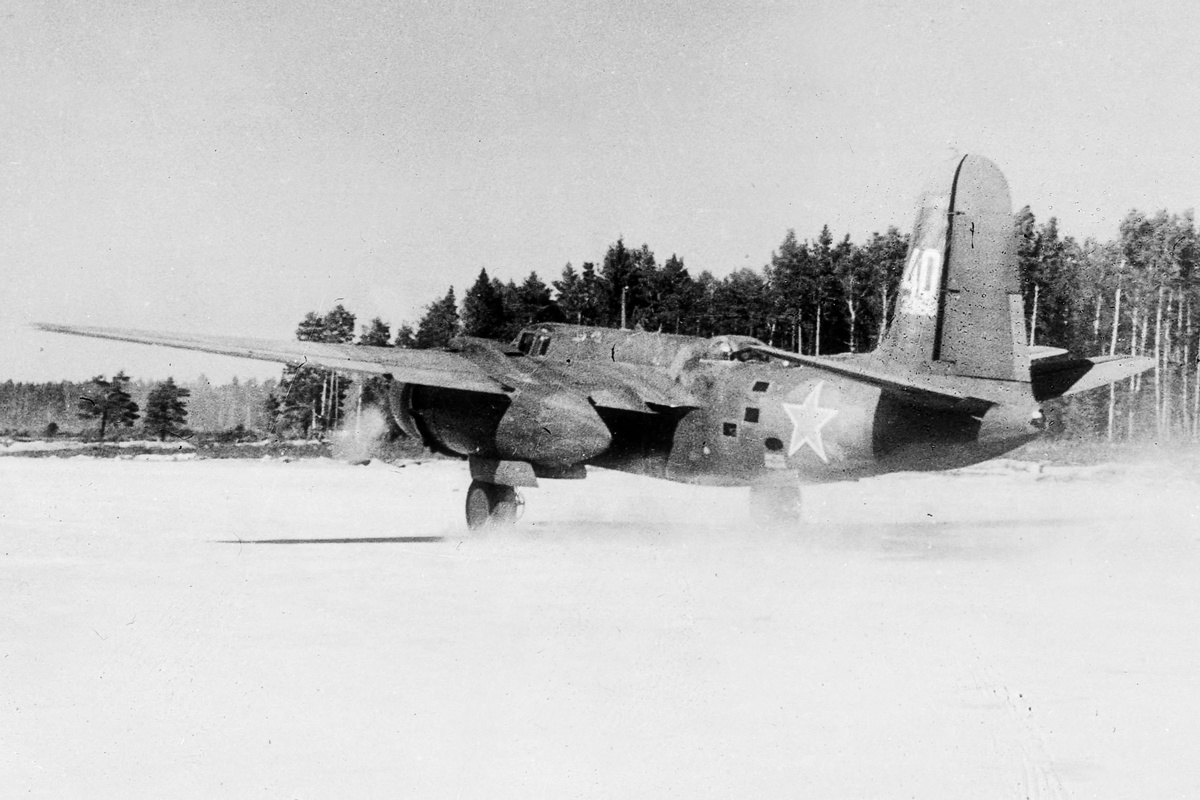
A-20G радянських ВПС заходить на посадку.

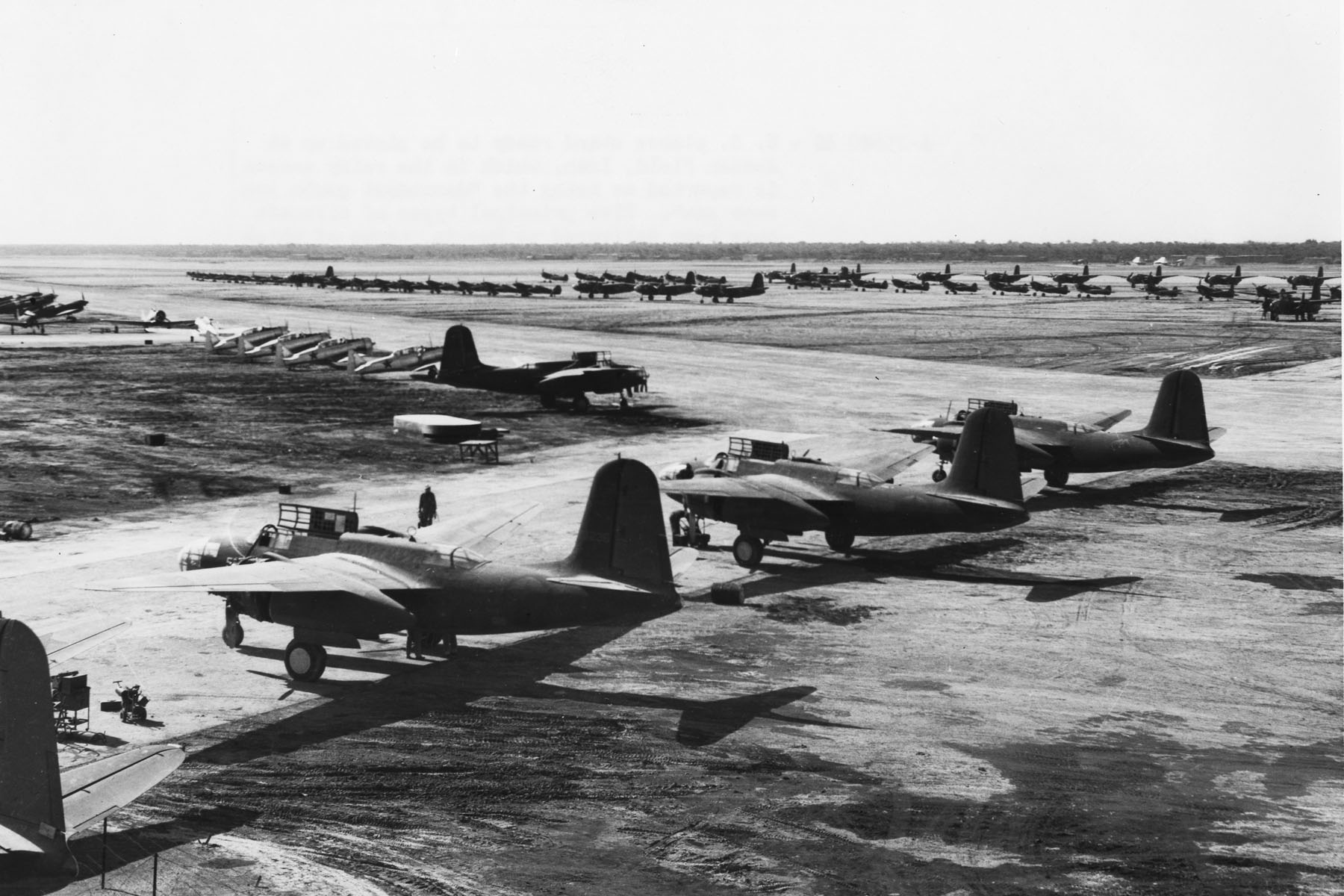
A-20 на аеродромі Абадану (Іран) готуються до перекидування в СРСР за програмою ленд-лізу. 1942 рік.

За програмою ленд-лізу в СРСР було відправлено 3128 літаків A-20/Boston різних модифікацій, і хоча 211 було втрачено під час перевезення, СРСР з 2917 літаками став найбільшим експлуатантом цього літака. Перші «Бостони» були отримані з Британії наприкінці 1941 року, і в травні 1942 року в бій на Південному фронті було кинуто 794-ий БАП повністю оснащений «Бостонами». Літом вже було сформовані дві дивізії: 221-а на Південно-західному фронті і 244-а на Кавказі, при цьому остання мала 5 полків, і саме в такій кількості вони взяли участь в Сталінградській битві.
На весні 1943 року на фронті було 400 «Бостонів», більшість з яких діяли на півдні, зокрема 221-а дивізія брала участь в битві на курській дузі. В 1943 році «Бостони» також почали надходити на озброєння морської авіації: в січні ними був оснащений 26-й бомбардувальний полк ВПС Чорноморського флоту, а доволі швидко взагалі став основним радянським торпедоносцем. Також літом 1943 року почали надходити нова модифікація A-20G, яка використовувалась в усіх завершальних операціях радянських військ.
1 травня 1945 року в строю залишалось 995 A-20, літаки Тихоокеанського флоту пізніше взяли участь в радянсько-японській війні. Після війни A-20 залишались на озброєнні ВПС до 1950 року, а в морській авіації дл 1953 року.

### Інші країни
Загалом 60 DB-7 і A-20 отримали ВПС Австралії якими було оснащено 22-у ескадрилію. Остання з осені 1942 року брала участь в боях з японською армією на Новій Гвінеї.
В кінці 1944 року 30 A-20K було передано Бразилії, де вони використовувались до 1955 року.

## Тактико-технічні характеристики

Дані з Ударная авиация Второй Мировой — штурмовики, бомбардировщики, торпедоносцы
|                       |                       | DB-7                              | DB-7A                 | DB-7B                 | A-20A               | A-20C                | A-20G-20             |
| --------------------- | --------------------- | --------------------------------- | --------------------- | --------------------- | ------------------- | -------------------- | -------------------- |
| Довжина               | Довжина               | 14,32 м                           | 14,33 м               | 14,48 м               | 14,50 м             | 14,42 м              | 14,63 м              |
| Висота                | Висота                | 4,83 м                            | 4,83 м                | 5,36 м                | 5,36 м              | 5,36 м               | 5,36 м               |
| Розмах крил           | Розмах крил           | 18,67 м                           | 18,67 м               | 18,69 м               | 18,69 м             | 18,69 м              | 18,69 м              |
| Площа крил            | Площа крил            | 43,11 м²                          | 43,11 м²              | 43,11 м²              | 43,11 м²            | 43,11 м²             | 43,11 м²             |
| Маса                  | пустого               | 5171 кг                           | 6202 кг               | 5534 кг               | 6879 кг             | 6845 кг              | 7708 кг              |
| Маса                  | спорядженого          | 8636 кг                           | 8765 кг               | 8958 кг               | 9394 кг             | 9752 кг              | 10 964 кг            |
| Двигуни               | Двигуни               | 2 × Pratt & Whitney R-1830-S3C4-G | 2 × Wright R-2600-A5B | 2 × Wright R-2600-A5B | 2 × Wright R-2600-3 | 2 × Wright R-2600-23 | 2 × Wright R-2600-23 |
| Потужність            | Потужність            | 2 × 1200 к. с.                    | 2 × 1600 к. с.        | 2 × 1600 к. с.        | 2 × 1600 к. с.      | 2 × 1600 к. с.       | 2 × 1600 к. с.       |
| Максимальна швидкість | Максимальна швидкість | 475 км/год                        | 520 км/год            | 515 км/год            | 558 км/год          | 552 км/год           | 510 км/год           |
| Дальність польоту     | нормальна             | 1600 км                           | 790 км                |                       | 845 км              | 1200 км              | 1520 км              |
| Дальність польоту     | максимальна           |                                   |                       | 1995 км               | 1610 км             |                      | 3380 км              |
| Практична стеля       | Практична стеля       | 7835 м                            | 8435 м                | 7470 м                | 8590 м              | 7720 м               | 7725 м               |

## Країни-оператори
| - Австралія - Бразилія - Канада - Франція - Нідерланди - Південна Африка - СРСР - Велика Британія - США |